# Alexis Zárate
Alexis Zárate, né le 8 mai 1994 à General Deheza en Argentine, est un footballeur argentin. Il évolue au poste d'arrière droit avec le club du CA Temperley.

## Biographie
Avec l'équipe d'Argentine des moins de 17 ans, il participe à la Coupe du monde des moins de 17 ans en 2011. Il joue trois matchs lors de ce mondial. L'Argentine est battue en huitièmes de finale par l'Angleterre.
En club, il joue un match en Copa Sudamericana.
En 2014 il est accusé par l'amie du footballeur argentin Martín Benítez d'agression sexuelle. En septembre 2017 Alexis Zarate est condamné à six années de prison. Il est arrêté en juillet 2020 .